# Musikjahr 1743
Liste der Musikjahre

◄◄ | ◄ | 1739 | 1740 | 1741 | 1742 | Musikjahr 1743 | 1744 | 1745 | 1746 | 1747 | ► | ►►

Weitere Ereignisse
Dieser Artikel behandelt das Musikjahr 1743.

## Ereignisse

### Johann Sebastian Bach

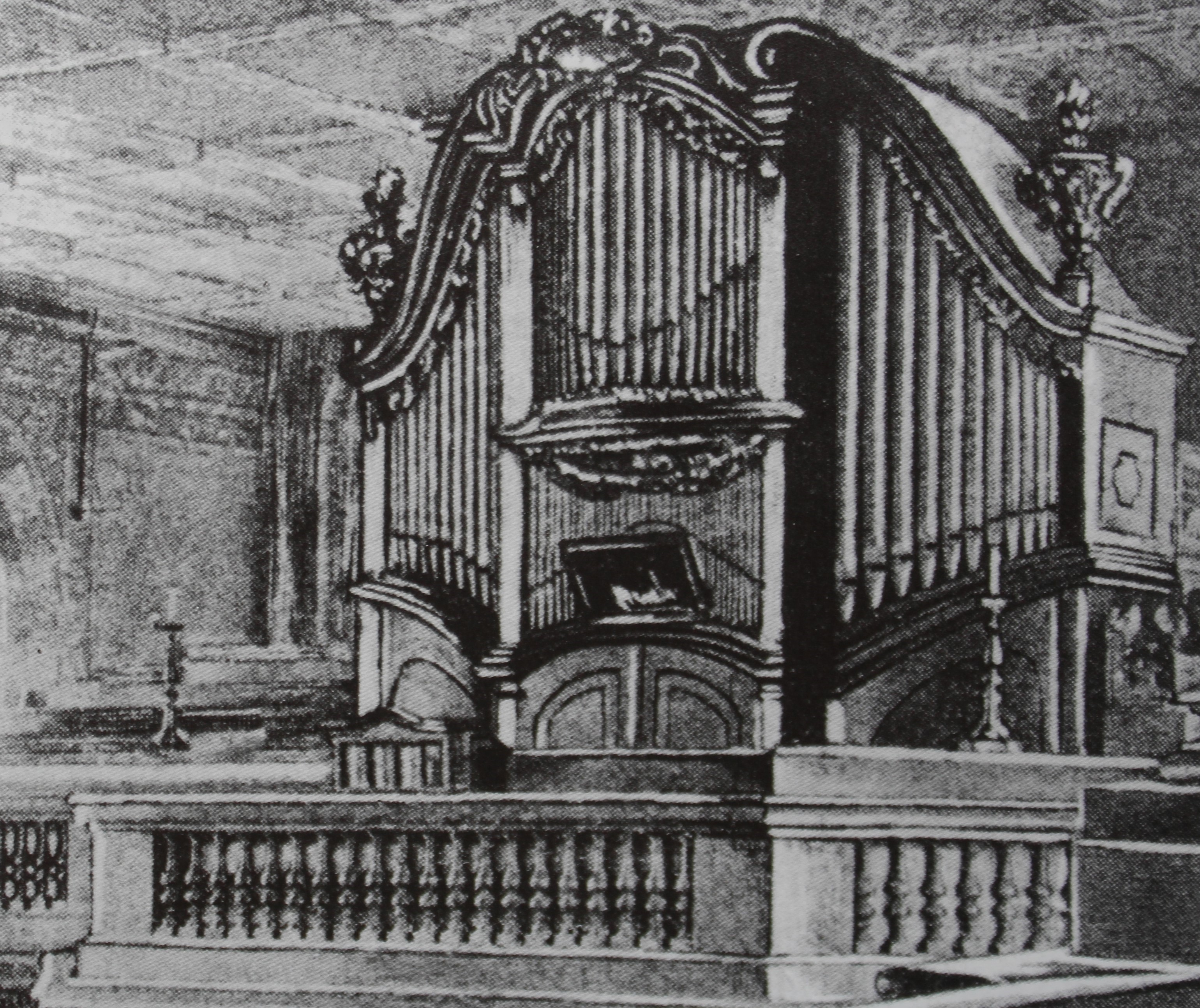
Abbildung der Orgel von Johann Scheibe in der Johanniskirche in Leipzig

- Johann Sebastian Bach ist seit dem 30. Mai 1723 Thomaskantor und musikalischer Leiter der Thomaskirche in Leipzig. Von 1729 bis ins Jahr 1741, vielleicht sogar bis 1746, hat er außerdem die Leitung des 1701 von Georg Philipp Telemann gegründeten Collegium musicum inne. Die Konzerte finden ein- bis zweimal pro Woche im Zimmermannischen Caffee-Hauß (1943 kriegszerstört) oder im dazugehörigen Garten statt.
- In den 1740er Jahren zieht sich Bach – mit wenigen Ausnahmen – von Neukompositionen für die Kirche zurück. Neben Auftragsarbeiten für weltliche Anlässe konzentriert er sich ganz auf umfangreiche Werke für das Cembalo. Auch verschlechtert sich sein Augenlicht immer mehr.
- Bach hat einen ausgezeichneten Ruf als Orgelgutachter. Bei zahlreichen Orgel-Neu- und -umbauten wird er hinzugezogen: so auch 1743 in Leipzig zur Begutachtung der Orgel von Johann Scheibe in der Johanniskirche Leipzig.

### Georg Friedrich Händel
- Georg Friedrich Händel wohnt seit Juli/August 1723 in London in der 25 Brook Street und bewohnt hier bis zu seinem Tod im Jahr 1759 zwei Stockwerke. Nahezu alle Werke, die seit 1723 entstehen, werden in diesem Haus komponiert. Auch die Vorbereitungen der Aufführungen finden oft im Händelschen Dining Room statt.
- Händel komponiert von 1743 bis 1752 eine durchgehende Reihe von ein bis zwei neuen Oratorien pro Saison, die meisten davon zu Themen aus dem Alten Testament.
- 18. Februar: Das dreiaktige Oratorium Samson von Georg Friedrich Händel wird am Covent Garden Theatre in London uraufgeführt. Das dabei als Zwischenaktmusik gespielte Orgelkonzert ist wahrscheinlich das kurz zuvor abgeschlossene Konzert in A-Dur (HWV 307). Kitty Clive, die zu dieser Zeit äußerst populäre Schauspielerin und Sängerin des Theatre Royal Drury Lane, gestaltet die Rolle der Dalila in diesem Oratorium als separate Aufführung auf der Londoner Bühne, wodurch der Erfolg beider Künstler noch gesteigert wird. Das Libretto stammt von Newburgh Hamilton nach der Tragödie Samson Agonistes von John Milton aus dem Jahr 1671.
- 19. März: Die erste Londoner Aufführung des Messiah findet im Covent Garden Theatre statt. Angekündigt wird das Oratorium als A New Sacred Oratorio, ohne den Titel Messiah zu nennen.
- 27. November: Uraufführung von Händels Dettinger Te Deum mit dem Dettingen Anthem in der Königskapelle des St. James’s Palace in London. Georg Friedrich Händel komponiert das Chorwerk zur Feier des Sieges des österreichisch-britischen Militärs über die französischen Truppen in der Schlacht bei Dettingen. In dem Werk finden sich Themen das Komponisten Francesco Antonio Urio.

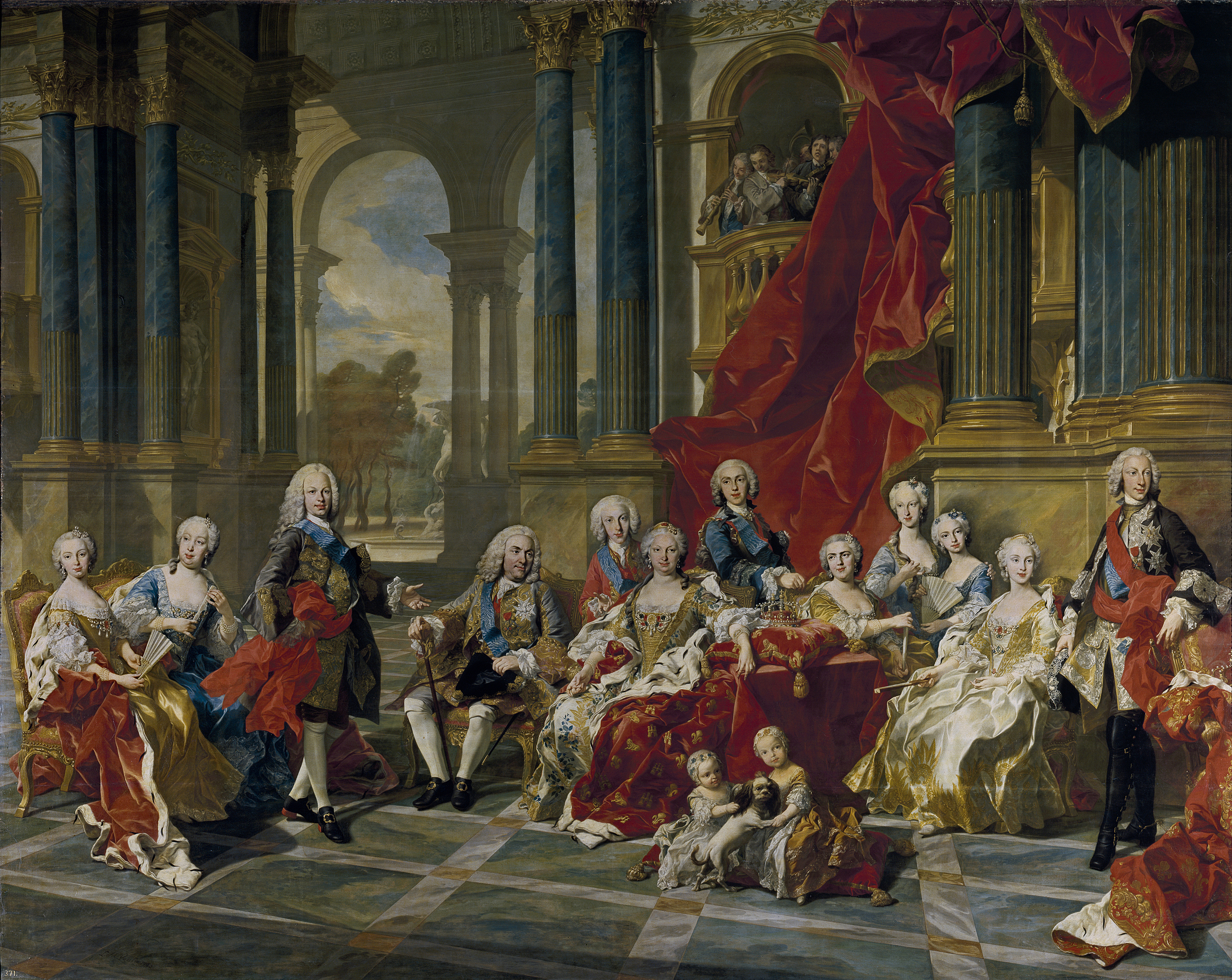
Louis-Michel van Loo: Die königliche Familie von Spanien (1743), im Hintergrund auf der Empore einige Hofmusiker, zweite Dame v. l. (in Blau): Maria Bárbara, daneben stehend: ihr Gemahl Fernando, daneben sitzend: König Philipp V. (zweiter Herr v. l.), in der Mitte (neben der Krone): Königin Elisabetta Farnese

### Domenico Scarlatti
- Domenico Scarlatti ist der portugiesischen Prinzessin Maria Bárbara de Bragança, die er am Hofe des frommen und verschwendungssüchtigen Königs Johann V. in Lissabon kennengelernt und als Musiklehrer unterrichtet hatte, nach deren Heirat mit dem spanischen Thronfolger Don Fernando von Asturien (ab 1746 König Ferdinand VI.) nach Spanien gefolgt. Von Oktober 1730 bis 16. Mai 1733 war die Alcázares Reales in Sevilla seine feste Residenz und Wirkungsstätte. Danach zieht der Hof nach Norden in die Umgebung von Madrid, wo er je nach Jahreszeit abwechselnd in den Schlössern Buen Retiro, El Pardo, Aranjuez, La Granja und El Escorial weilt. Scarlatti steht vermutlich weiterhin in den „privaten“ Diensten von Maria Bárbara und scheint sich praktisch ausschließlich dem Cembalo und der Komposition seiner Sonaten zu widmen.
- Spätestens seit 1742 ist Scarlatti mit seiner zweiten aus Cádiz stammenden Frau Anastasia Ximénez verheiratet.

### Georg Philipp Telemann
- Georg Philipp Telemann ist seit 1721 Cantor Johannei und Director Musices der Stadt Hamburg, eines der angesehensten musikalischen Ämter Deutschlands. In diesem Amt verpflichtet sich Telemann zur Komposition von zwei Kantaten wöchentlich und einer Passion pro Jahr, in späteren Jahren greift er allerdings bei seinen Kantaten auf frühere Werke zurück. Daneben komponiert er zahlreiche Musiken für private und öffentliche Anlässe, etwa für Gedenktage und Hochzeiten.

### Weitere biografische Ereignisse
- Tomaso Albinoni bewirbt sich – als 72-Jähriger – um die gut bezahlte Stelle eines maestro di coro und Gesangslehrers am Ospedale dei derelitti (Ospedaletto) in Venedig. Die Wahl fällt jedoch auf Nicola Antonio Porpora.
- Conrad Friedrich Hurlebusch wirkt seit 1743 als Organist an der reformierten Oude Kerk in Amsterdam.
- Johann Ludwig Krebs bewirbt sich um die Stelle als Schlossorganist in Zeitz, zu der er nach einem Probespiel am 2. Januar 1743 berufen wird.
- Nicola Antonio Porpora ist bis 1743 Chorleiter am Ospedale della Pietà in Venedig und von 1744 bis 1747 am Conservatorio dell’Ospedaletto.
- Domènech Terradellas ist von 1743 bis 1745 Kirchenkapellmeister in Rom, danach wird er als Direktor an das King’s Theatre in London berufen.

### Gründungen
- 11. März: Das erste Konzert des Leipziger Concerts findet in Leipzig statt. Die 16 Musiker, denen u. a. Stadtpfeifer angehören, werden von 16 Leipziger Kaufleuten finanziert. Aus dieser musikalische Gesellschaft entwickelt sich später das Gewandhausorchester, das älteste dem Bürgertum entwachsene, also nicht-höfische Konzertorchester im deutschsprachigen Raum.

### Uraufführungen

#### Bühnenwerke

##### Ballett
- 12. Februar: Uraufführung des Ballet Comique Don Quichotte chez la Duchessa (dt.: Don Quichote und die Herzogin) von Joseph Bodin de Boismortier auf das Libretto von Charles Simon Favart in der Académie royale de musique in Paris.
- Bernard de Bury – Les Caractères de la folie

##### Oper
- 03. Januar: Das Dramma per musica Merope von Domènech Terradellas auf das Libretto von Apostolo Zeno wird im Teatro delle Dame in Rom uraufgeführt.
- 06. Januar: Am Teatro Regio Ducale in Mailand erfolgt die Uraufführung der Oper Demofoonte von Christoph Willibald Gluck auf das Libretto von Pietro Metastasio. Im gleichen Jahr wird noch eine weitere Vertonung des Stoffes von Giovanni Chinzer in Rimini uraufgeführt.
- 12. Januar: Die Oper Enrico von Baldassare Galuppi auf ein Libretto von Francesco Vanneschi wird in London im King’s Theatre erstmals aufgeführt.
- Karneval: Am Teatro Filarmonico di Verona werden zwei Opern von Pietro Chiarini uraufgeführt: die Oper Ciro riconosciuto auf das Libretto von Pietro Metastasio und die Oper I fratelli riconosciuti auf das Libretto von Francesco Silvani.
- Karneval: Die erste Fassung des Dramma per musica Tito Manlio von Niccolò Jommelli auf ein Libretto von Gaetano Roccaforte hat in Turin im Teatro Regio Uraufführung.
- 12. März: Il vero omaggio, ein Libretto zu einem componimento drammatico in einem Akt von Pietro Metastasio, wird in der Vertonung von Giuseppe Bonno im Palastgarten von Schloss Schönbrunn bei Wien zum Geburtstag des Erzherzogs Joseph erstmals zur Uraufführung gebracht.
- 13. Juni: Am Teatro degli Obizzi in Padua findet die Uraufführung der ersten Fassung der Oper Demofoonte von Niccolò Jommelli auf das Libretto Pietro Metastasios statt.
- 26. September: Die Oper Il Tigrane von Christoph Willibald Gluck auf das Libretto von Carlo Goldoni nach Pietro Antonio Bernardonis Tigrane re d’Armenia wird in Crema erstmals aufgeführt (elf Arien und ein Duett erhalten).
- 10. Oktober: Die Oper Antigono von Johann Adolph Hasse mit dem Libretto von Pietro Metastasio wird im Schloss Hubertusburg im kursächsischen Wermsdorf uraufgeführt.
- 13. November: Die Oper Artaserse von Paolo Scalabrini auf das Libretto von Pietro Metastasio wird in der Oper am Gänsemarkt in Hamburg erstmals aufgeführt.
- 02. Dezember: Die Oper Artaserse von Carl Heinrich Graun auf das Libretto von Pietro Metastasio wird in Berlin in der Königlichen Hofoper uraufgeführt.
- 26. Dezember: Pietro Chiarinis Dramma per musica Meride e Salimunte auf das Libretto: Apostolo Zeno hat Uraufführung im Teatro San Giovanni Crisostomo in Venedig.
- 26. Dezember: Niccolò Jommellis Oper Alessandro nell’Indie mit dem Libretto von Pietro Metastasio wird im Teatro Bonacossi in Ferrara uraufgeführt.

##### Serenata
- William Boyce – Solomon (Uraufführung in London)
- Johann Adolph Hasse – Endimione (Pietro Metastasio; Uraufführung in Neapel?)

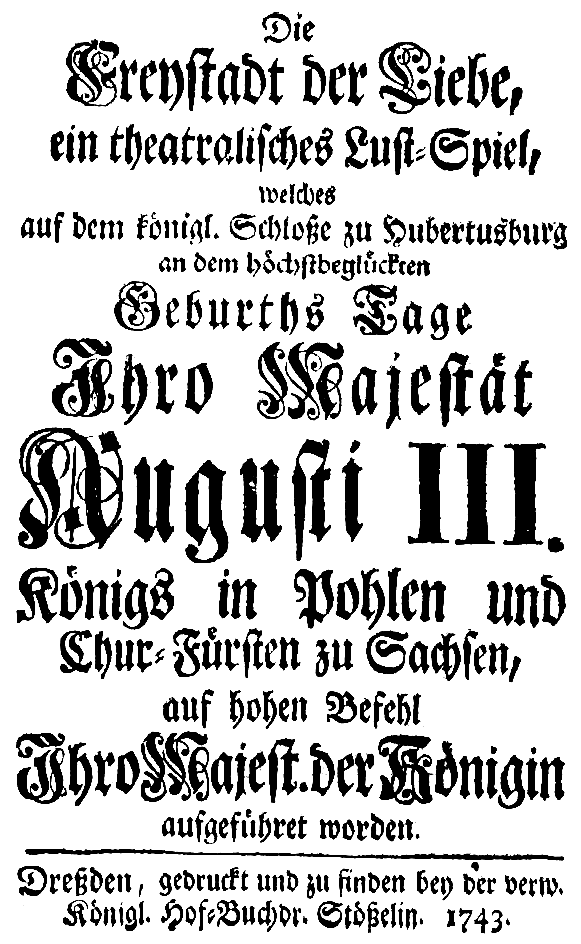
Johann Adolph Hasse – L’asilo d’Amore – Titelseite des deutschen Librettos – Hubertusburg 1743
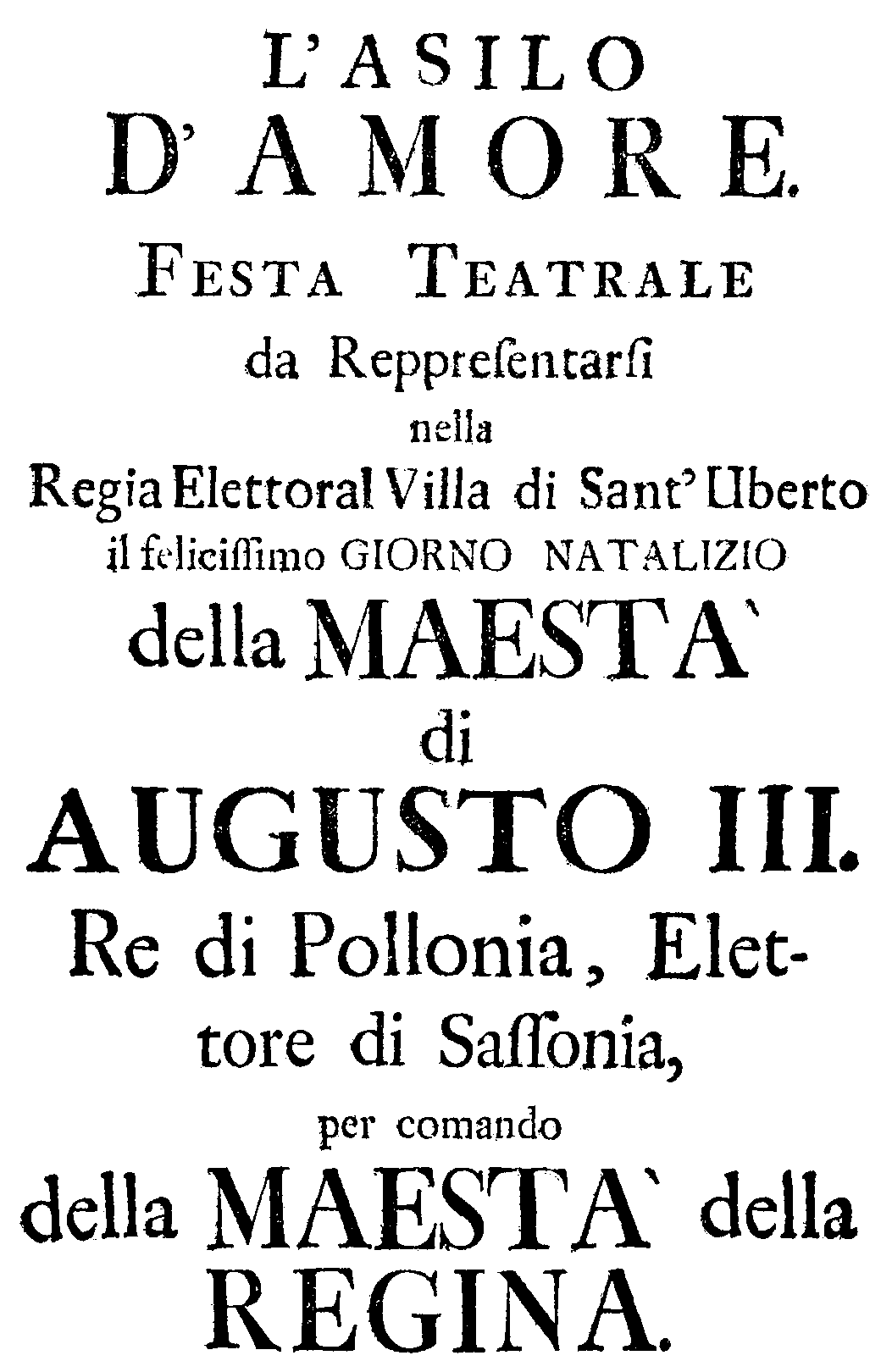
Johann Adolph Hasse – L’asilo d’Amore – Titelseite des italienischen Librettos – Hubertusburg 1743
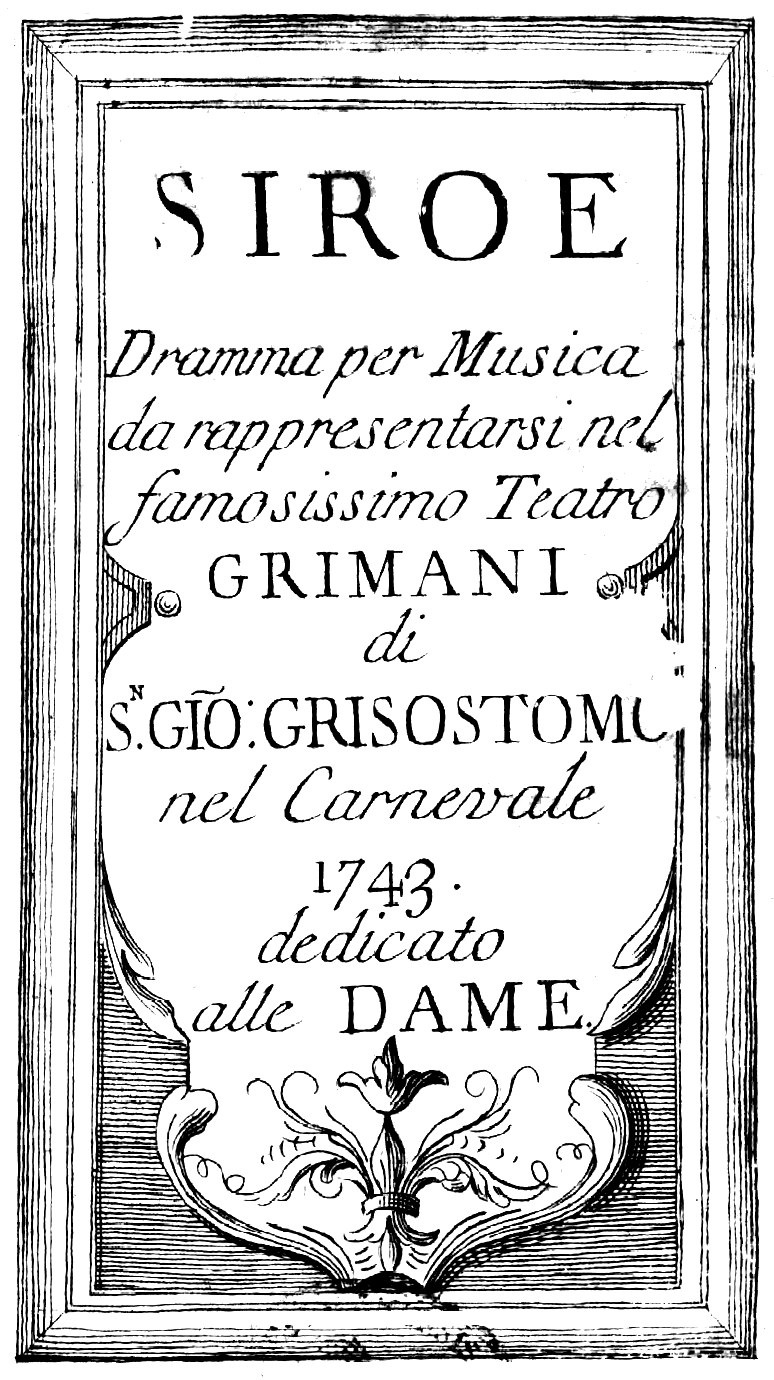
Gennaro Manna – Siroe – Titelseite des Librettos – Venedig 1743
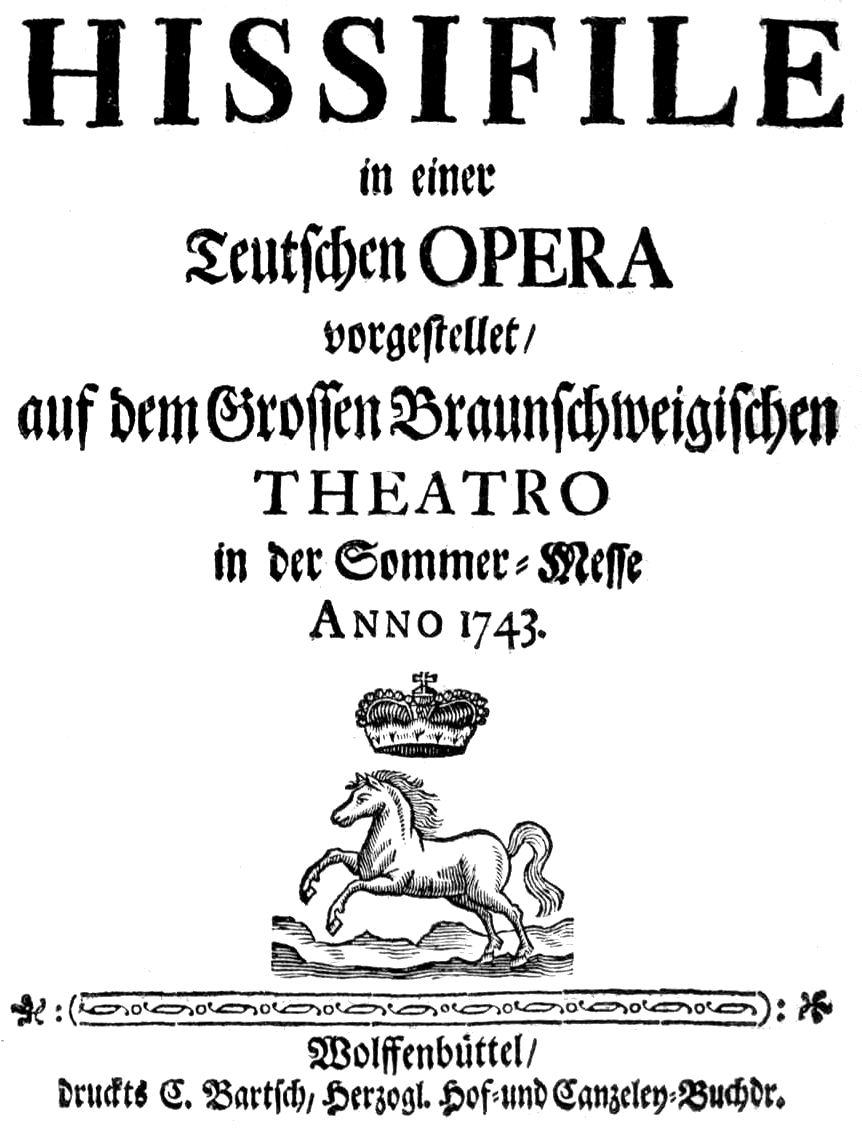
Giovanni Verocai – Hissifile – Titelseite des Librettos – Braunschweig 1743

##### Oratorium
- 18. Februar: Das dreiaktige Oratorium Samson von Georg Friedrich Händel wird am Covent Garden Theatre in London uraufgeführt.
- Francesco Feo – La Ruth (Libretto von Giuseppe Lupis; Uraufführung in Rom)
- Niccolò Jommelli – La Betulia liberata (Libretto von Pietro Metastasio; Uraufführung in Venedig)

### Instrumentalmusik

#### Kammermusik
- Louis-Gabriel Guillemain – 6 Sonates en quatuors, ou conversations galantes, for flute, violin, viola da gamba, and basso continuo, op. 12 (Paris)
- Johann Ludwig Krebs – 6 Trios (Krebs-WV 317–322)
- Jean-Marie Leclair – Quatrième Livre de Sonates, op. 9
- Giuseppe Sammartini – 12 Trio Sonatas, op. 3 (Paris)

#### Flöte
- Giovanni Benedetto Platti – 6 Sonate a Flauto traversiere solo con Violoncello overo Cembalo, op. 3 (Nürnberg)

#### Violine
- Giuseppe Tartini – VI Sonate für Violine und B.c., op. 2 (Amsterdam)

### Tastenmusik

#### Cembalo
- Carl Philipp Emanuel Bach – Keyboard Sonata in B minor (H.32.5)
- Francesco Geminiani – Pieces de Clavecin

#### Orgel
- Georg Friedrich Händel – Orgelkonzert Nr. 8 (HWV 307)
- Valentin Rathgeber – Pastorellen für die Weihnachtszeit (R 322)

### Vokalmusik

#### Geistlich
- Maurice Greene – 40 Select Anthems in Score
- Georg Friedrich Händel – Dettinger Te Deum (HWV 283)

#### Weltlich
- Friedrich Graefe – Sammlung verschiedener und auserlesener Oden (1737–1743)

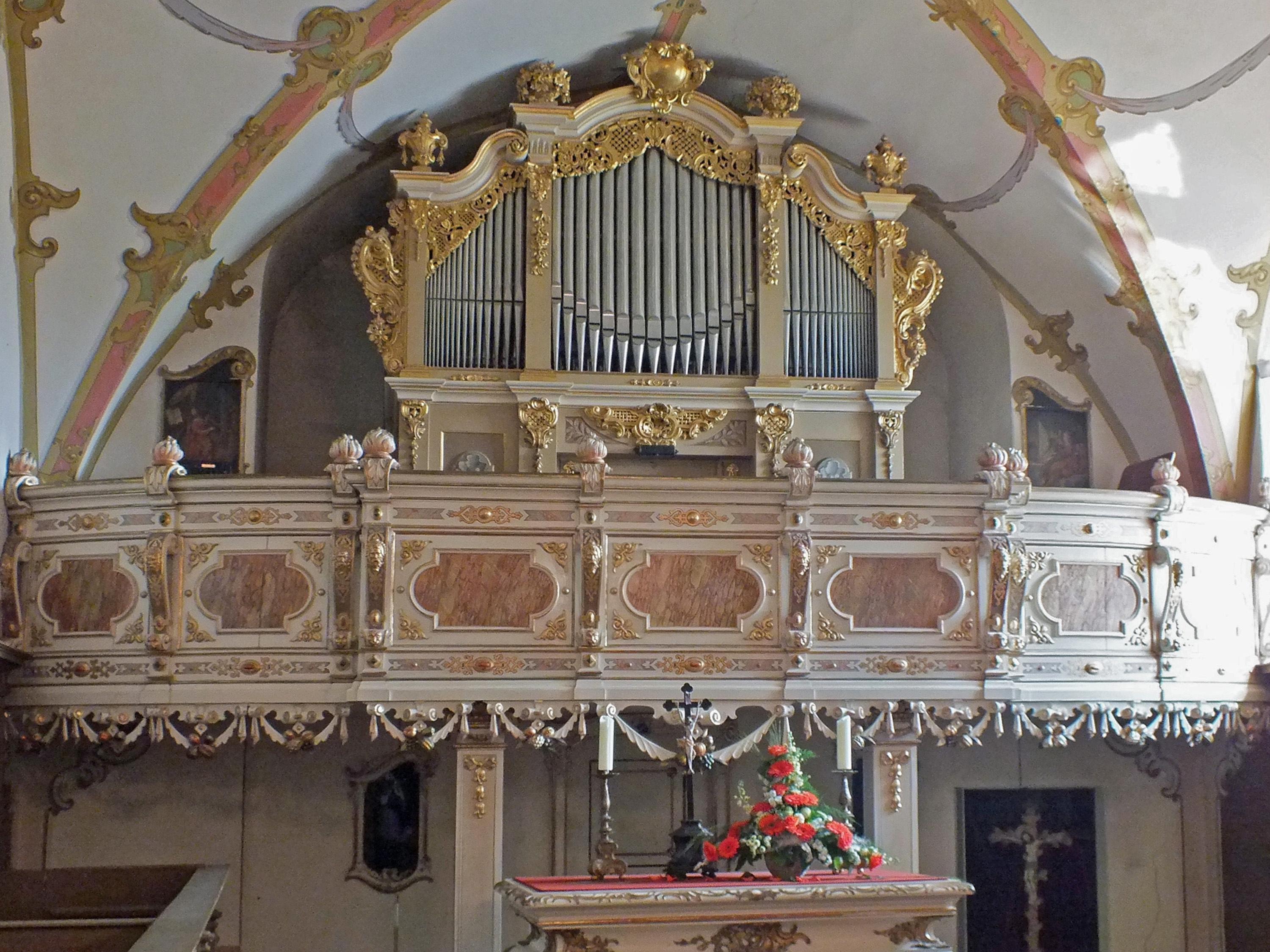
Die Silbermannorgel in der Schlosskapelle Burgk

- James Oswald – Colin's Kisses

### Instrumentenbau
- Zacharias Hildebrandt
  - beginnt mit dem Bau seiner größten Orgel mit 53 Registern in der Kirche St. Wenzel in Naumburg (Saale).
- Johann Scheibe
  - stellt die Orgel in der Johanniskirche in Leipzig fertig. Die Abnahme der Orgel erfolgt durch Johann Sebastian Bach und Zacharias Hildebrandt.
- Gottfried Silbermann
  - vollendet denn Bau der Orgel in der Schlosskapelle in Schloss Burgk.

## Geboren

### Geburtsdatum gesichert
- 19. Februar: Luigi Boccherini, italienischer Komponist und Cellist († 1805)
- 15. Mai: Christoph Bernhard Verspoell, katholischer Priester, Publizist und Kirchenlieddichter († 1818)
- 30. September: Christian Ehregott Weinlig, deutscher Komponist und Kreuzkantor († 1813)
- 05. Oktober: Giuseppe Gazzaniga, italienischer Opernkomponist († 1818)
- 14. Oktober: Benjamin Gotthold Siewert, deutscher Kapellmeister und Komponist († 1811)
- 16. Oktober: Anna Davia, italienische Opernsängerin († um 1810)
- 23. Dezember: Johann Evangelist Haydn, österreichischer Tenor († 1805)

### Genaues Geburtsdatum unbekannt
- Lucrezia Agujari, italienische Opernsängerin der Stimmlage Sopran († 1783)

### Geboren um 1743
- Franz Xaver Schwarz, österreichischer Orgelbauer († 1810)

## Gestorben

### Todesdatum gesichert
- 01. Januar: Johann Baptist Funtsch, deutscher Orgelbauer (* 1674)
- 15. Januar: Christian August Freyberg, Rektor der Dresdner St.-Annen-Schule, Schriftsteller und Lieddichter (* 1684)

Giuseppe Ottavio Pittoni; † 1. Februar

- 01. Februar: Giuseppe Ottavio Pitoni, italienischer Komponist (* 1657)
- 02. Februar: Martino Bitti, genuesischer Violinist und Komponist (* um 1660)
- 07. Februar: Lodovico Giustini, italienischer Komponist (* 1685)
- 01. März: Gottfried Behrndt, deutscher Amtmann, Genealoge, Schriftsteller und Kirchenlieddichter (* 1693)
- 16. März: Jean-Baptiste Matho, französischer Komponist und Sänger (* 1663)
- 11. Mai: Francesco Stradivari, italienischer Geigenbauer (* 1671)

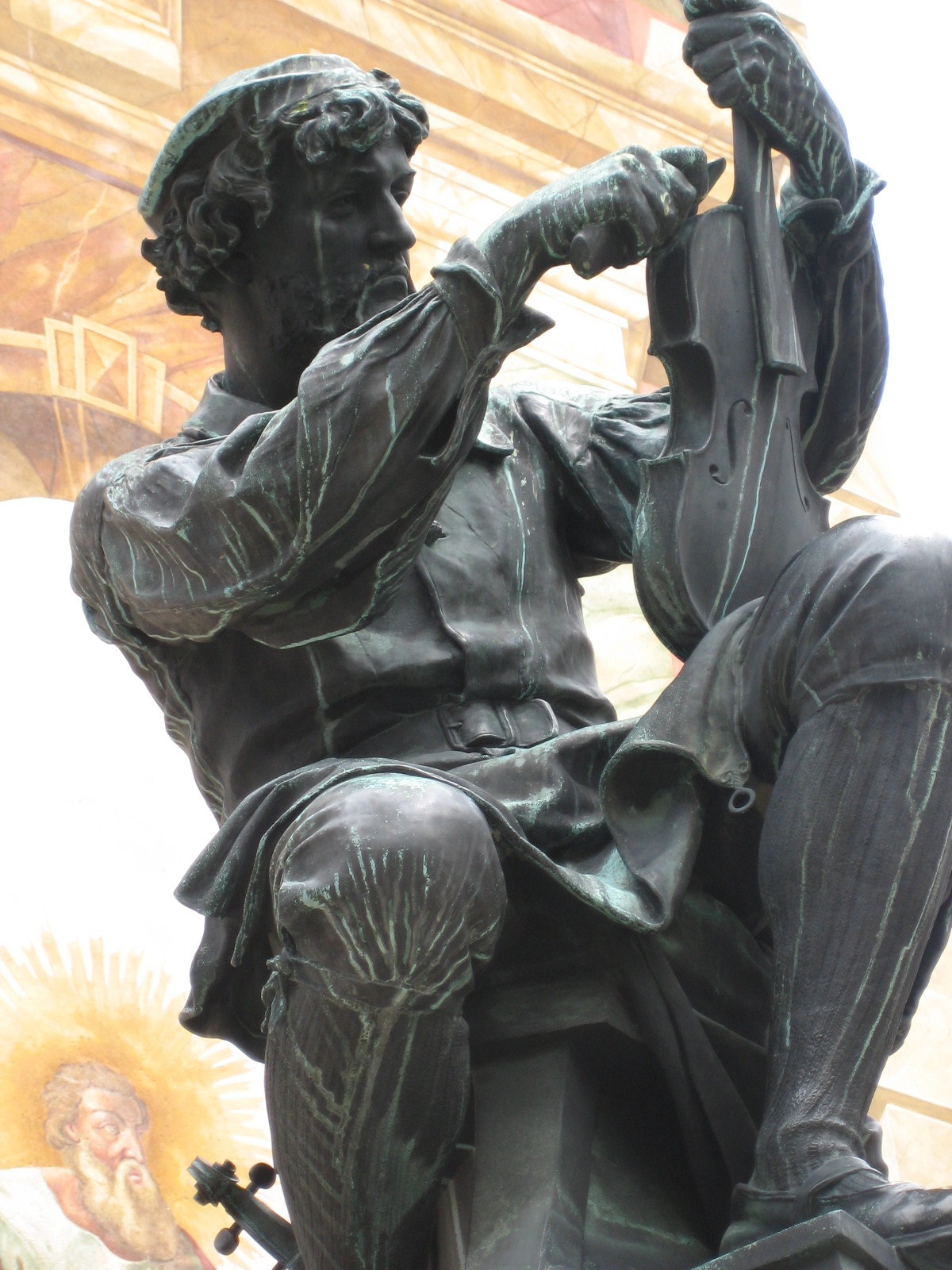
Denkmal für den Geigenbauer Matthias Klotz in Mittenwald

- 12. Juni: Johann Bernhard Bach, deutscher Komponist (* 1700)
- 22. Juli: Heinrich Cornelius Hecker, deutscher Theologe und Kirchenlieddichter (* 1699)
- 16. August: Matthias Klotz, bayerischer Geigenbauer (* 1653)
- 27. August: Matthias Sigismund Biechteler, steirischer Komponist und Hofkapellmeister in Salzburg (* 1668)
- 14. September: Georg von Bertouch, Komponist und dänisch-norwegischer General (* 1668)
- 04. Oktober: Henry Carey, englischer Dichter und Komponist (* 1687)
- 15. Oktober (begraben): Hermann Ulrich von Lingen, deutscher Historiker, Gelehrter und Kirchenlieddichter (* 1695)
- 16. November: Maria Magdalena Böhmer, deutsche Dichterin geistlicher Lieder (* 1669)

### Genaues Todesdatum unbekannt
- Johann Michael Müller, deutscher Organist und Komponist des Spätbarock (* 1683)
- Johann Caspar Sperling, deutscher Orgelbauer (* um 1675)